# Burykhia
Burykhia ist eine ausgestorbene Tiergattung des Ediacariums, die im Fossilbericht das älteste Seescheidentaxon (Manteltiere, Ascidiacea) darstellen dürfte.

## Etymologie
Die Gattung Burykhia wurde zu Ehren von Tatjana Andrejewna und Timofei Antonowitsch Burych benannt – Einwohner des Dorfes Sjusma, die bei Feldarbeiten tatkräftig geholfen hatten. Das Taxon hunti ehrt Nathan Hunt, den Förderer geologisch-paläontologischer Studien im Neoproterozoikum Russlands.

## Vorkommen und Erstbeschreibung
Die Typlokalität des Holotyps befindet sich in der Verkhovka-Formation am rechten Ufer der Sjusma, 5 Kilometer vor deren Mündung in das Weiße Meer (Oblast Archangelsk). Das Fossil wurde 1995 entdeckt und im Jahr 2012 wissenschaftlich durch Fedonkin, Vickers-Rich, Swalla, Trusler  und Hall erstbeschrieben.

## Beschreibung
Burykhia hunti ist der Internabdruck eines sackförmigen Organismus mit einer Maximallänge von 135 und einer Breite bis 97 Millimeter, der von perforierten Bändern umgürtet wird. Die einzelnen, parallelen Bänder werden von gratartigen, 0,5 bis 1,0 Millimeter breiten Erhebungen voneinander abgegrenzt. Die in regelmäßigen Abständen zueinander angebrachten, ovalen Öffnungen, Vertiefungen bzw. "Fenster" sind zu den Lungensäcken moderner Manteltiere (Tunicata) analog. Zwischen den einzelnen Vertiefungen befinden sich flache Erhebungen, die bei Betrachtung des gesamten Fossils "longitudinale", senkrecht zu den Bändern angeordnete Rücken bilden. Einer dieser Rücken trägt als Besonderheit von Burykhia einen zickzackartig verlaufenden Grat, an dem die perforierten Bänder durch Gleitspiegelung um eine halbe Bandbreite versetzt aufeinander treffen. Diese Struktur wird mit einem Endostyl in Verbindung gebracht.
Burykhia war offensichtlich kein Kolonien bildender, sondern ein einzeln lebender Organismus.

## Taxonomie
Zusammen mit dem etwas jüngeren Taxon Ausia bildet Burykhia die Familie der Ausiidae innerhalb der Klasse der Ascidiacea. Eine Affinität zur Unterordnung Phlebobranchia wird durch zu den Bändern parallel laufende Gefäße nahegelegt.
Auch wenn die Einordnung von Burykhia unter die Manteltiere mehr als wahrscheinlich ist, so wurden dennoch auch andere Affinitäten in Betracht gezogen, wie beispielsweise zu Schwämmen (Hexactinellidae), Archaeocyathiden oder Bryozoen. Eine mögliche Verwandtschaft mit Weichkorallen – zu den Oktokorallen gehörende Seefedern (Pennatulacea) – wurde ebenfalls diskutiert.

## Vergesellschaftung
Burykhia tritt an der Typlokalität zusammen mit Pteridinium und Rangea auf.